# Колпаков, Иван Сергеевич
Иван Серге́евич Колпако́в (род. 17 декабря 1983, Пермь) — российский журналист, один из основателей интернет-газеты «Соль», главный редактор сетевого издания Meduza с 2016 по 2018 год, затем — с марта 2019 года. Является основателем журналистских рассылок Kit и «Сигнал».

## Биография
Родился в 1983 в городе Пермь. В 2005 году окончил историко-политологический факультет ПГУ.
В 2006 году руководил экспедицией Пермского университета на раскопках в Херсонесе. В 2006 году стажировался в Оксфордском университете. Там же в 2012 году прочитал серию лекций о ситуации в российских медиа.
В 2008 году с Алёной Данилкиной открыл бизнес — агентство Workshop, специализирующееся на PR для культуры и бизнеса. В начале 2010 года, в рамках проекта Пермской культурной революции, вместе с Маратом Гельманом и Иваном Давыдовым основал интернет-издание «Соль» и стал его главным редактором. Газета закрылась в 2011 году.
С 2012 по 2014 Колпаков проживал в Москве и являлся руководителем отдела специальных корреспондентов в одном из самых популярных интернет-изданий России, Lenta.ru.
В октябре 2014 года переехал в Ригу, чтобы стать заместителем главного редактора нового медиапроекта Meduza. В 2016 году основатель и главный редактор «Медузы», бывший редактор Ленты.ру, Галина Тимченко назначила Колпакова на место главреда, оставшись генеральным директором издания. В ноябре 2018 Колпаков по собственному решению покинул издание «Медуза».
11 марта 2019 года вновь назначен главным редактором «Медузы».
27 марта 2022 года вместе с главным редактором телеканала «Дождь» Тихоном Дзядко, журналистом и писателем Михаилом Зыгарем и корреспондентом газеты «Коммерсантъ» Владимиром Соловьёвым взял интервью у президента Украины Владимира Зеленского.

## Сексуальный скандал
В 2018 году Колпаков был обвинён в домогательствах, что привело к его решению уволиться из проекта. 20 октября 2018 на вечеринке в честь дня рождения издания он совершил неприемлемые действия по отношению к супруге своего сотрудника. Это получило большой резонанс в СМИ, и Колпакова отстранили от работы на 2 недели. Однако 6 ноября совет директоров «Медузы» принял решение о возврате главного редактора на рабочее место. Информация вызвала шквал критики со стороны читателей. В итоге, через несколько дней работы, 9 ноября Колпаков сам принял решение об отставке. 
В начале 2019 года стало известно, что несмотря на увольнение, Колпаков продолжает сотрудничество с редакцией и в скором времени может официально вернуться на руководящую должность (предположительно — в качестве издателя). Эту информацию подтвердила учредитель «Медузы» Галина Тимченко. Колпаков был вновь назначен главным редактором «Медузы» 11 марта 2019 года.

## Книги
1. Иван Колпаков, «Сёрф», — Пермь,: ИД «Компаньон», 2007, ISBN 978-5-902372-09-7
2. Галина Тимченко, Антон Носик, Иван Колпаков. Дорогая редакция. Подлинная история «Ленты.ру», рассказанная её создателями. — М.: АСТ, Времена 2, 2014. — 336 с. — ISBN 978-5-17-086970-1.
3. Иван Колпаков «Мы проиграли», — М.:АСТ, Лента.ру, 2015 ISBN 978-5-17-088266-3